# 애니메이션 영화 매출 순위 목록
다음은 전 세계적으로 많은 수익을 낸 것을 기준으로 한 애니메이션 영화 매출 순위 목록이다.
| 순위 | 작품                            | 개봉 년도 | 전 세계 수익 (단위: $) |
| ---- | ------------------------------- | --------- | ---------------------- |
| 1위  | 라이온 킹                       | 2019년    | 1,657,713,459          |
| 2위  | 겨울왕국 2                      | 2019년    | 1,450,026,933          |
| 3위  | 겨울왕국                        | 2013년    | 1,290,000,000          |
| 4위  | 인크레더블                      | 2018년    | 1,242,805,359          |
| 5위  | 미니언즈                        | 2015년    | 1,159,398,397          |
| 6위  | 토이스토리 4                    | 2019년    | 1,073,394,593          |
| 7위  | 토이스토리 3                    | 2010년    | 1,066,969,703          |
| 8위  | 슈퍼배드 3                      | 2017년    | 1,034,799,409          |
| 9위  | 도리를 찾아서                   | 2016년    | 1,028,570,889          |
| 10위 | 주토피아                        | 2016년    | 1,023,784,195          |
| 11위 | 슈퍼배드 2                      | 2013년    | 970,706,005            |
| 12위 | 라이온 킹                       | 1994년    | 968,483,777            |
| 13위 | 니모를 찾아서                   | 2003년    | 940,350,086            |
| 14위 | 슈렉2                           | 2004년    | 919,838,758            |
| 15위 | 아이스 에이지 3: 공룡시대       | 2009년    | 886,686,817            |
| 16위 | 아이스 에이지 4: 대륙 이동설    | 2013년    | 877,244,782            |
| 17위 | 마이펫의 이중생활               | 2016년    | 875,457,937            |
| 18위 | 인사이드 아웃                   | 2015년    | 857,611,174            |
| 19위 | 슈렉3                           | 2007년    | 813,367,380            |
| 20위 | 코코                            | 2017년    | 807,082,196            |
| 21위 | 슈렉 포에버                     | 2010년    | 752,600,867            |
| 22위 | 마다가스카 3: 이번엔 서커스다!  | 2013년    | 743,559,607            |
| 23위 | 몬스터 대학교                   | 2013년    | 743,559,609            |
| 24위 | 나타지마동강세                  | 2019년    | 742,514,069            |
| 25위 | 업                              | 2009년    | 735,099,082            |
| 26위 | 모아나                          | 2016년    | 690,845,539            |
| 27위 | 스파이더맨:어크로스 더 유니버스 | 2023년    | 690,001,091            |
| 28위 | 아이스 에이지 2                 | 2006년    | 660,998,756            |
| 29위 | 빅 히어로 6                     | 2014년    | 657,827,828            |
| 30위 | 씽                              | 2016년    | 634,151,679            |
| 31위 | 몬스터 주식회사                 | 2001년    | 632,316,649            |
| 32위 | 쿵푸 팬더                       | 2008년    | 631,744,560            |
| 33위 | 인크레더블                      | 2004년    | 631,442,092            |
| 34위 | 라따뚜이                        | 2007년    | 623,723,085            |
| 35위 | 드래곤 길들이기 2               | 2014년    | 621,537,519            |
| 36위 | 마다가스카 2                    | 2008년    | 603,900,354            |
| 37위 | 라푼젤                          | 2010년    | 592,491,732            |
| 38위 | 크루즈 패밀리                   | 2013년    | 587,204,668            |
| 39위 | 카2                             | 2011년    | 559,852,396            |
| 40위 | 장화 신은 고양이                | 2011년    | 554,987,477            |
| 41위 | 슈퍼배드                        | 2010년    | 543,113,985            |
| 42위 | 마다가스카                      | 2005년    | 542,063,846            |
| 43위 | 메리다와 마법의 숲              | 2012년    | 538,983,207            |
| 44위 | 월-E                            | 2008년    | 533,281,433            |
| 45위 | 주먹왕 랄프 2: 인터넷 속으로    | 2018년    | 529,323,962            |
| 46위 | 몬스터 호텔 3                   | 2018년    | 528,583,774            |
| 47위 | 보스 베이비                     | 2017년    | 527,071,022            |
| 48위 | 심슨 가족: 더 무비              | 2007년    | 527,071,022            |
| 49위 | 드래곤 길들이기 3               | 2019년    | 521,799,505            |
| 50위 | 쿵푸 팬더 3                     | 2016년    | 521,170,825            |

## 같이 보기
- 애니메이션 영화
- 영화 매출 순위 목록